# Schwarzer Haubenlangur

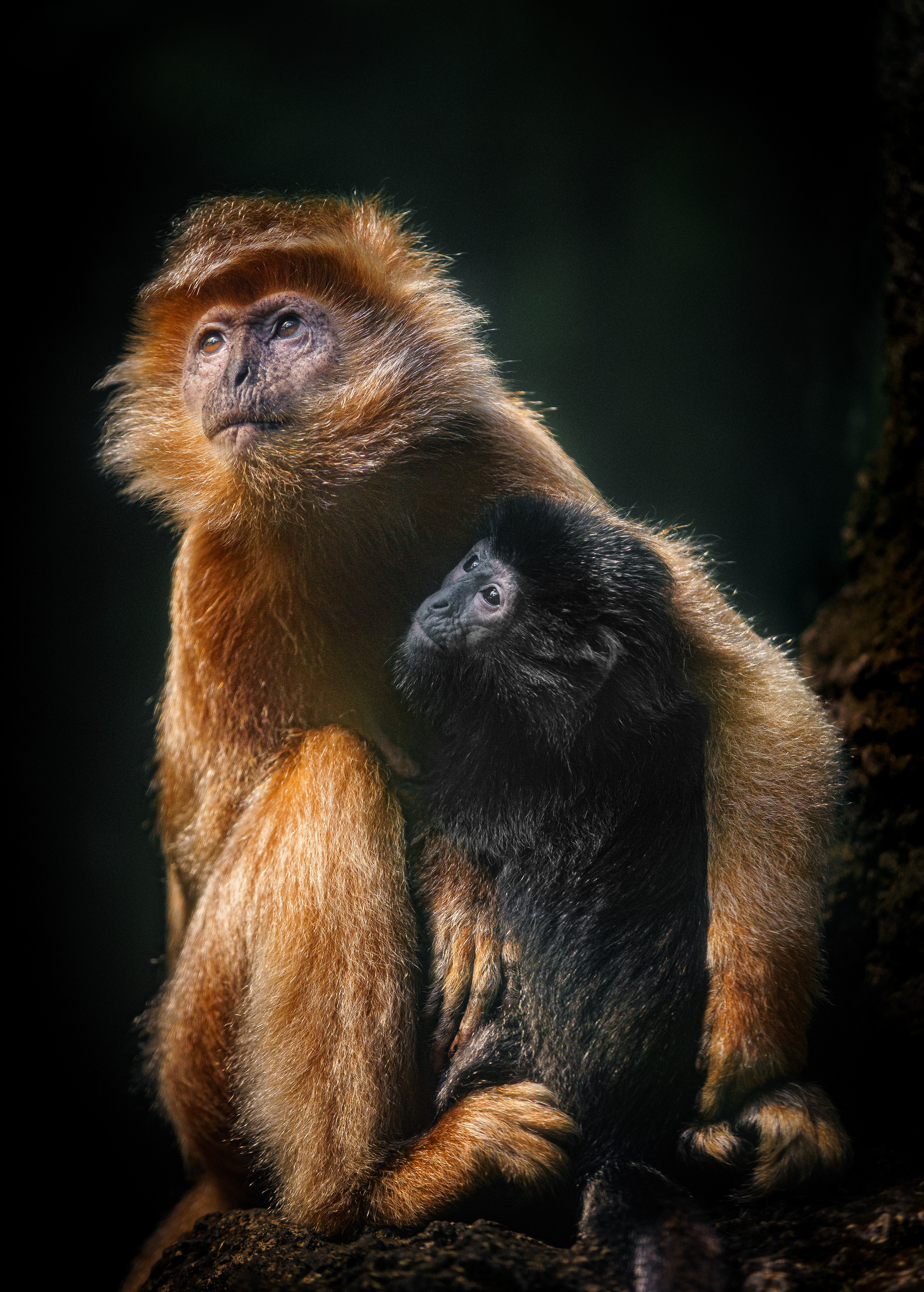
Neben schwarzgefärbten Tieren gibt es auch eine orangefarbene Morphe

Der Schwarze Haubenlangur (Trachypithecus auratus) ist eine in Indonesien verbreitete Primatenart aus der Gruppe der Schlankaffen.

## Merkmale
Schwarze Haubenlanguren sind schlanke Primaten mit einem langen Schwanz. Ihre Kopfrumpflänge beträgt 45 bis 65 Zentimeter, der Schwanz wird bis zu 90 Zentimeter lang. Das Gewicht variiert zwischen 5 und 9 (durchschnittlich 7) Kilogramm.
Man unterscheidet zwei farblich unterschiedene Varianten (Farbpolymorphismus): die häufigere hat ein schwarzes Fell mit hellen Haarspitzen an den Gliedmaßen und am Kopf. Die seltenere Farbvariante ist orangebraun gefärbt, wobei die Gliedmaßen und der Bauch gelblich sein können. Die Haut ist bei der dunklen Morphe schwarz und bei der orangefarbenen unpigmentiert oder getüpfelt. Das Gesicht ist durch einen Kranz nach vorne gerichteter Haare umrandet.

## Verbreitung und Lebensraum

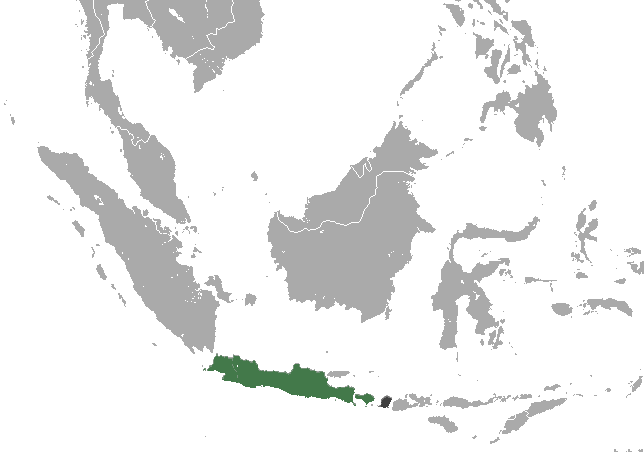
Verbreitungsgebiet des Schwarzen Haubenlanguren

Der Schwarze Haubenlangur lebt auf der indonesischen Insel Java sowie auf den kleineren Inseln Bali, Lombok und Nusa Barung. Lebensraum dieser Art sind Wälder.

## Lebensweise
Diese Primaten sind tagaktive Baumbewohner. Sie sind geschickte Kletterer, die sich vorwiegend vierbeinig durch das Geäst fortbewegen. Sie leben in Gruppen von 6 bis 21 Tieren. Diese Gruppen bestehen aus einem oder zwei Männchen, mehreren Weibchen und dem dazugehörigen Nachwuchs. Die übrigen Männchen leben einzelgängerisch oder in Junggesellengruppen.

## Nahrung
Schwarze Haubenlanguren sind vorwiegend Pflanzenfresser. Sie nehmen Blätter (beispielsweise des Teakbaumes), Früchte, Blüten und Knospen zu sich, in geringem Ausmaß auch Insektenlarven. Erd- und Sandbrocken, die ebenfalls verschluckt werden, dienen dem mechanischen Aufschließen der Nahrung und der Salze- und Mineralstoffaufnahme. Wie alle Schlankaffen haben sie einen mehrkammerigen Magen zur besseren Aufschlüsselung der schwer verdaulichen Pflanzennahrung. Auch große Speicheldrüsen dienen diesem Zweck.

## Fortpflanzung
Die Fortpflanzung kann das ganze Jahr über erfolgen. Nach einer rund 170-tägigen Tragzeit bringt das Weibchen meist ein einzelnes Jungtier zur Welt. Diese wiegt bei der Geburt rund 300 bis 400 Gramm und hat wie bei allen Haubenlanguren zunächst ein orangegelbes Fell. Nicht nur die Mutter kümmert sich um den Nachwuchs, sondern auch die anderen Weibchen. Sie reichen das Junge herum, spielen mit ihm und tragen es. Nach 12 bis 15 Monaten wird es entwöhnt und erreicht die Geschlechtsreife mit drei bis vier Jahren. Männchen müssen beim Eintreten der Geschlechtsreife ihre Geburtsgruppe verlassen, Weibchen verbleiben hingegen meist zeitlebens darin. Die Lebenserwartung beträgt rund 20 Jahre in freier Wildbahn und 30 Jahre in menschlicher Obhut.

## Gefährdung
Schwarze Haubenlanguren sind in ihrem Bestand bedroht. Ihre Heimatinsel Java ist sehr dicht von Menschen besiedelt, ihr Verbreitungsgebiet ist verkleinert und zerstückelt. Die Hauptbedrohung stellt die Lebensraumzerstörung dar, die Art ist in der Roten Liste der IUCN als stark gefährdet (endangered) gelistet.

## Systematik
Es wurden zwei Unterarten unterschieden: T. a. auritus in der Mitte und im Osten von Java und T. a. mauritius im Westen der Insel (bei dieser Unterart gibt es keine orangefarbenen Morphen). Letztere wurde inzwischen zu einer eigenständigen Art (siehe Westlicher Haubenlangur (Trachypithecus mauritius)).